# Vittorio Parisi (direttore d'orchestra)
Vittorio Parisi (Milano, 6 aprile 1957) è un direttore d'orchestra italiano.

## Biografia
Ha studiato al Conservatorio Giuseppe Verdi di Milano pianoforte con Carla Giudici e Piero Rattalino, composizione con Azio Corghi, direzione d'orchestra  con Mario Gusella e Gianluigi Gelmetti di cui è poi stato assistente. Si è perfezionato in direzione  d'orchestra in Olanda con il celebre direttore russo Kirill Kondrashin.
Dopo il debutto al Teatro Petruzzelli di Bari nel 1979 ha diretto le principali orchestre sinfoniche e da camera italiane e internazionali e quelle della maggior parte degli enti lirici in opere e concerti. 
Ha diretto moltissime prime esecuzioni assolute dei più importanti autori italiani e stranieri. Importante la sua collaborazione con Luciano Berio e John Cage. Ha anche diretto prime esecuzioni in epoca moderna di opere del passato come l'edizione americana de L'Ape Musicale di Lorenzo Da Ponte o prime esecuzioni in teatro come Il sogno di un tramonto di autunno di Malipiero, prime riprese come quella della Marie Galante di Weill, prime in pubblico come quella dell'opera radiofonica Don Perlimplin di Maderna.
È stato Primo Direttore dell'Orchestra del Teatro Angelicum di Milano dal 1984 al 1988, Direttore Associato della Filarmonica del Conservatorio di Milano dal 2000 al 2003 e Direttore Artistico e Stabile de I Solisti Aquilani dal 2003 al 2005. Nel campo della nuova musica è dal 1995 Direttore Artistico e Stabile del Dédalo ensemble di Brescia.
Ha inciso per Naxos, Dynamic, Bongiovanni,  Stradivarius, Nuova Era.
Insegna Direzione d'orchestra al Conservatorio G. Verdi di Milano. Vive a Brescia.

## Discografia
- L. DA PONTE: L'Ape musicale. Nuova Era
- WAGENSEIL-KRUMPHOLTZ-DUSSEK: Harp Concertoes. Naxos
- I. CAPITANIO: Pasqua Fiorentina. Bongiovanni
- C. TOGNI: Barrabas - F.MARGOLA: Il mito di Caino. Bongiovanni
- S. MERCADANTE: Flute concertoes. Dynamic
- F. MARGOLA: Kinderkonzert nr 1 & 2, Trittico per archi, Notturno e Fuga per archi. Bongiovanni
- G. CRESTA, A. GENTILUCCI, F. VACCHI, M. CESA: Rotte Sonore. Stradivarius